# Droga wojewódzka 746
Die Droga wojewódzka 746 (DW 746) ist eine 18 Kilometer lange Droga wojewódzka (Woiwodschaftsstraße) in der polnischen Woiwodschaft Heiligkreuz und der Woiwodschaft Łódź, die Żarnów mit Końskie verbindet. Die Strecke liegt im Powiat Opoczyński und im Powiat Konecki.

## Streckenverlauf
Woiwodschaft Łódź, Powiat Opoczyński
-  Żarnów (DK 74, DW 726)
- Bronów
- Soczówki

Woiwodschaft Heiligkreuz, Powiat Konecki
- Grabków
- Kopaniny
- Pomorzany
- Modliszewice
-  Końskie (DK 42, DW 728, DW 749)